# Arsenal Women Football Club
L'Arsenal Women Football Club, già Arsenal Ladies Football Club, è una squadra di calcio femminile inglese con sede nella città di Londra. Milita nella Women's Super League, la massima divisione del campionato inglese femminile di calcio. È il club femminile inglese più titolato, avendo vinto oltre 40 titoli nazionali e per due volte l'UEFA Women's Champions League (nelle stagioni 2006-2007 e nel 2024-2025).

## Storia
Il club è stato fondato nel 1987 da Vic Akers. Ha incominciato ad essere un club semi-professionale nel 2002 sotto la guida di Vic Akers, allenatore del club fino al 2009. Vinse il suo primo trofeo nella stagione 1991-1992 con la conquista della FA Women's Premier League Cup. Nella stagione successiva ha concluso la prima stagione in FA Women's Premier League National Division al primo posto, conquistando il primo titolo di campione d'Inghilterra. Ha vinto la FA Women's Premier League National Division per ben 12 volte, di cui 7 titoli consecutivi dalla stagione 2003-2004 alla stagione 2009-2010. In circa venti anni l'Arsenal ha realizzato otto double campionato e FA Women's Cup (1992-93, 1994-95, 2000-01, 2003-04, 2005-06, 2006-07, 2007-08 e 2008-09) e quattro treble campionato, FA Women's Cup e FA Women's Premier League Cup (1992-93, 2000-01, 2006-07 e 2008-09). Dal 16 ottobre 2003 (sconfitta contro il Charlton Athletic) al 29 marzo 2009 (sconfitta contro l'Everton) l'Arsenal è rimasto imbattuto per 108 partite. Inoltre, tra il novembre 2005 e l'aprile 2008 l'Arsenal ha vinto 51 partite consecutive, segnando 252 reti e subendone 31.

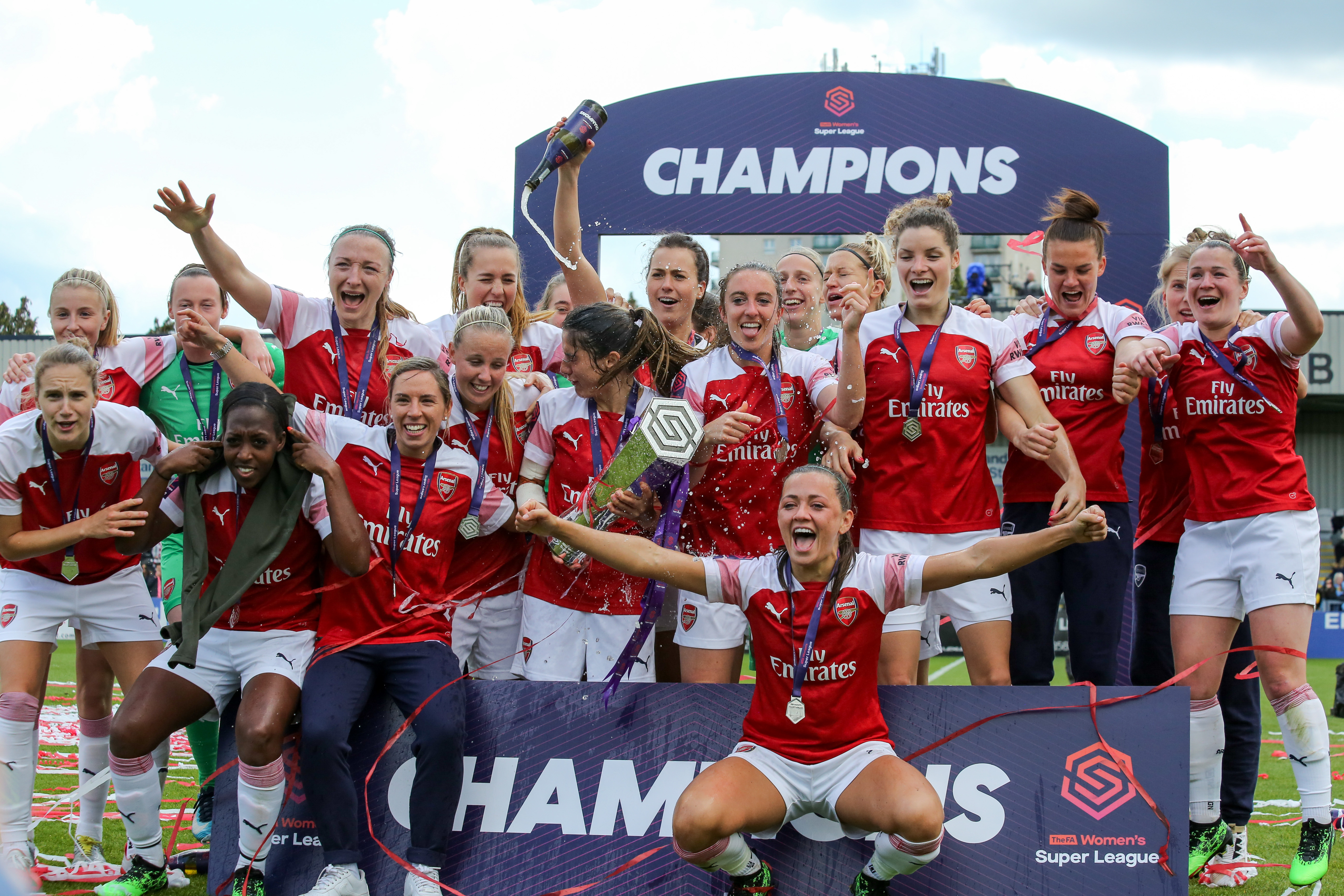
La squadra festeggia la vittoria della FA Women's Super League 2018-2019

La stagione 2006-07 è stata la più prolifica stagione del club, culminata con un sextuple, cioè la vittoria di sei competizioni: UEFA Women's Cup, campionato, FA Women's Cup, FA Women's Premier League Cup, FA Women's Community Shield e London County FA Women's Cup. Inoltre l'Arsenal ha concluso il campionato a punteggio pieno vincendo tutte e 22 le partite della stagione, segnando 119 reti e subendone solo 10. In ambito europeo l'Arsenal è stata la prima squadra inglese a vincere la UEFA Women's Cup sconfiggendo nella doppia finale le svedesi dell'Umeå IK. Dopo aver superato la seconda fase a gironi vincendo le tre partite contro Brøndby, Rossijanka e 1. FC Femina, l'Arsenal ha sconfitto il Breiðablik nei quarti di finale con un complessivo 9-1. In semifinale l'Arsenal ha incontrato nuovamente le danesi del Brøndby, pareggiando la partita di andata 2-2 e vincendo il ritorno per 3-0. In finale è stata sufficiente la rete realizzata da Alex Scott al 91' della partita di andata giocata a Umeå.
Nel marzo 2010 l'Arsenal fu una delle otto squadre ammesse alla neonata FA Women's Super League (FA WSL), posta sotto l'egida della FA. L'Arsenal vinse le prime due stagione della FA WSL (2011 e 2012), raggiungendo i nove titoli di campione dell'Inghilterra vinti consecutivamente dalla stagione 2003-04.
Nel 2014 l'Arsenal ha realizzato un particolare double conquistando sia la FA Women's Cup con l'Arsenal Ladies Football Club sia la FA Cup con l'Arsenal Football Club.
Nel luglio 2017 cambia denominazione ufficiale in Arsenal Women Football Club.

## Stadio
L'Arsenal gioca le partite casalinghe al Meadow Park di Borehamwood, nell'Hertfordshire. Lo stadio ha una capienza di 4 500 spettatori. Al Meadow Park è stata giocata la finale di ritorno della UEFA Women's Cup 2006-2007, vinta dall'Arsenal sull'Umeå IK.

## Palmarès[8]

### Competizioni nazionali
- Campionato inglese: 3

2011, 2012, 2018-2019
- FA Women's Premier League National Division: 12  (record)

1992-1993, 1994-1995, 1996-1997, 2000-2001, 2001-2002, 2003-2004, 2004-2005, 2005-2006, 2006-2007, 2007-2008, 2008-2009, 2009-2010
- Women's FA Cup: 14  (record)

1992-1993, 1994-1995, 1997-1998, 1998-1999, 2000-2001, 2003-2004, 2005-2006, 2006-2007, 2007-2008, 2008-2009, 2010-2011, 2012-2013, 2013-2014, 2015-2016
- FA Women's League Cup: 7  (record)

2011, 2012, 2013, 2015, 2017-2018, 2022-2023, 2023-2024
- FA Women's Premier League Cup: 10  (record)

1991-1992, 1992-1993, 1993-1994, 1997-1998, 1998-1999, 1999-2000, 2000-2001, 2004-2005, 2006-2007, 2008-2009
- FA Women's Community Shield: 5  (record)

2000, 2001, 2005, 2006, 2007, 2008

### Trofei internazionali
- UEFA Women's Cup/Champions League: 2

2006-2007, 2024-2025

### Trofei minori
- London County FA Women's Cup: 10 (record)

1994-1995, 1995-1996, 1996-1997, 1999-2000, 2003-2004, 2006-2007, 2007-2008, 2008-2009, 2009-2010, 2010-2011
- National League South: 1

1991-1992
- Highfield Cup: 1

1990-1991
- Reebok Cup: 2

1991-1992, 1995-1996
- AXA Challenge Cup: 1

1998-1999

### Altri piazzamenti
- UEFA Women's Cup:

Finalista: 2010, 2018

## Organico

### Rosa 2024-2025
Rosa, ruoli e numeri di maglia come da sito ufficiale, aggiornati al 30 gennaio 2025.
| N. |                        | Ruolo | Calciatrice                     |
| -- | ---------------------- | ----- | ------------------------------- |
| 1  | Austria (bandiera)     | P     | Manuela Zinsberger              |
| 2  | Stati Uniti (bandiera) | D     | Emily Fox                       |
| 3  | Inghilterra (bandiera) | D     | Lotte Wubben-Moy                |
| 5  | Spagna (bandiera)      | D     | Laia Codina                     |
| 6  | Inghilterra (bandiera) | D     | Leah Williamson (vice capitano) |
| 7  | Australia (bandiera)   | D     | Stephanie Catley                |
| 8  | Spagna (bandiera)      | C     | Mariona Caldentey               |
| 9  | Inghilterra (bandiera) | A     | Bethany Mead                    |
| 10 | Scozia (bandiera)      | C     | Kim Little (capitano)           |
| 11 | Irlanda (bandiera)     | D     | Katie McCabe                    |
| 12 | Norvegia (bandiera)    | C     | Frida Leonhardsen Maanum        |
| 13 | Svizzera (bandiera)    | C     | Lia Wälti                       |
| 14 | Paesi Bassi (bandiera) | P     | Daphne van Domselaar            |

| N. |                        | Ruolo | Calciatrice        |
| -- | ---------------------- | ----- | ------------------ |
| 16 | Svezia (bandiera)      | A     | Rosa Kafaji        |
| 17 | Svezia (bandiera)      | A     | Lina Hurtig        |
| 18 | Inghilterra (bandiera) | A     | Chloe Kelly        |
| 19 | Australia (bandiera)   | A     | Caitlin Foord      |
| 21 | Paesi Bassi (bandiera) | C     | Victoria Pelova    |
| 22 | Stati Uniti (bandiera) | D     | Jenna Nighswonger  |
| 23 | Inghilterra (bandiera) | A     | Alessia Russo      |
| 25 | Svezia (bandiera)      | A     | Stina Blackstenius |
| 28 | Svezia (bandiera)      | D     | Amanda Ilestedt    |
| 32 | Australia (bandiera)   | C     | Kyra Cooney-Cross  |
| 40 | Inghilterra (bandiera) | P     | Naomi Williams     |
| 62 | Inghilterra (bandiera) | D     | Katie Reid         |